# Люборацькі
«Люборацькі» — роман-хроніка українського письменника Анатолія Свидницького, перший соціальний роман, де всебічно розкрито психологічне руйнування особистості, загибель патріархальної родини, що не змогла пристосуватися до нових соціально-історичних умов.

## Історія написання та видання
Анатолій Свидницький почав працювати над романом у 1861 році, вчителюючи в Миргороді. У січні-лютому була завершена перша частина та надіслана в журнал «Основу».
Приблизно в серпні 1862-го, уже в Козельці, була дописана друга частина. Попри те, що була надіслана знову в «Основу», друк твору не відбувся через припинення діяльності журналу. Сам примірник загубився. Наступного року вийшов Валуєвський циркуляр, який забороняв друкування книжок українською мовою, що викликало у Свидницького, як і в інших літераторів 60-х років, тривалу творчу паузу.
У 1886 році роман був опублікований у львівському журналі «Зоря». Це відбулося завдяки зусиллям І. Франка, до якого потрапив цей твір. Однак там були пропуски і довільні переробки окремих розділів, у зв'язку з реалістичністю картин з життя духівництва, які галицька редакція не могла прийняти.
У 1901 році, у Києві, роман з'явився за списком, з відновленими пропусками першодруку, який на початку зробили студенти Свидницького.

## Загальна характеристика
Роман має підзаголовок «сімейна хроніка». Письменник ніби витрусив з власного серця події і переживання дитячих днів, коли він жив із батьком та матір'ю та навчався в бурсі. Окремі персонажі повісті А. Свидницького «Люборацькі» ніби змальовані з реальних людей, які були йому особисто знайомі. Наприклад, образ отця Гервасія великою мірою списаний із батька Анатолія Свидницького — Патрикія. Так само і образ матушки нагадує матір письменника, добру, роботящу, глибоко віруючу жінку.
У творі на широкому суспільному фоні життя Поділля 40--50-х років ХІХ ст. розгортається трагічна історія сім'ї сільського священика Гервасія Люборацького, докладно з'ясовуються соціальні і психологічні причини її розкладу і загибелі, порушуються злободенні соціальні проблеми з вихованням молодого покоління.
Свидницький звертає увагу на зображення суперечностей між духовним розвитком людської особистості, з одного боку, і несприятливими, часто ворожими, антигуманними суспільними умовами цього розвитку — з другого, прагне розкрити внутрішню сутність цього соціального конфлікту. Дотримання цих характерних принципів реалістичної творчості дало можливість романістові переконливо з'ясувати причини тієї трагедії, яка звела з світу загалом добру, гуманну родину сільського священика.
Свидницький, як і близькі йому за соціальним походженням і суспільним становищем С. Руданський та російські письменники-різночинці М. Помяловський, Ф. Решетников, В. Слєпцов, О. Левітов, намагався розкрити нову тему всебічно, пре привернути увагу передової громадськості до безправного становища «православного пролетаріату» (М. Помяловський) і водночас викрити негативні сторони попівського побуту, станової моралі тощо. Життєва вірність зображених у романі картин повсякденного побуту подільського духівництва, його залежності від економічно сильної тут польської шляхти не викликає жодного сумніву. Історичні документи, науково-статистичні огляди, публіцистичні виступи російської прогресивної преси, художні твори, зокрема «Нариси бурси» М. Помяловського, подають численні факти, які переконують, що в усій Російській імперії умови життя нижчого духівництва були нормою.
У той же час романіст зриває покривало «святості», яким офіційна ідеологія оточувала духовних осіб, і показує, що земне, утилітарне було визначальним у поведінці попівства. Вихованці духовних семінарій рвались до багатих парафій, думали лише про те, щоб швидше «скінчити курс», забратись на тепленьке місце і «залягти» там, як риба на дощ, що ні грім, ні туча з місця не зрушить". Антось обурюється таким зоологічним існуванням молодшої попівської генерації, «Образ будьте стаду». Їм говориться, а вони безобразіє стаду. І самі, як стадо яке: тільки їдять, Їдяться та множаться… Та і стадо не так, бо хоч купи держиться, а вони-- розполохане стадо, та не овець безсловесних, а свиней…". Така оцінка «наських попиків» засвідчує викривальний характер реалізму роману. Ідучи від реальних фактів життя, письменник показує, що молоді попи всіляко гордували селянином, цурались простолюду, прагнули домогтися привілейованого становища з суспільстві, зрівнятися у своїх правах з дворянами. Помічена і художньо реалізована тенденція життя попівства в нових історичних умовах є безперечним досягненням Свидницького,

### Проблематика та побудова роману
Роман на той час був новаторським і за жанром, і за змістом. У ньому розкриваються проблеми суспільного життя України у 40—60-ті роки XIX століття. Широке тематичне полотно твору дало підставу І. Франкові назвати його «першим реалістичним романом на побутовому тлі».
Проблематику твору складають проблема соціальної емансипації жінки, проблема особистості, проблема освіти і виховання молодого покоління в світі соціальної несправедливості, проблема спадкоємності та української родини як національної одиниці.
«Роман з життя правобіцького духовенства»— так визначив проблему свого твору автор. Тема виродження старосвітської попівської родини, викликаного новими суспільно-економічними і культурно-історичними умовами 30-40-х років 19 ст., є визначальною в романі. Але вона не вичерпує його зміст. Численні образи значно збагатили твір, розсунули його тематичні межі, втіливши багатоголосу епоху, що стала об'єктом відтворення художником.
Реальна дійсність зображується в романі як процес суспільного розвитку, в усій різноманітності і складності. Показується трагічний занепад двох поколінь патріархальної сім'ї Люборацьких під тиском соціально-економічних відносин. Гостро ставиться в романі проблема виховання молоді у світі соціальної несправедливості, який спотворює, калічить, руйнує особистість. В образах Антося і Масі показується, як згубне духовне і шляхетське виховання, під впливом антинародної, антипедагогічної діяльності «учителів-мучителів», богословської і шляхетської моралі виховує покручів. Автор показує властиві їм риси озлобленості, погорди до народу, вороже ставлення до батьків.
Зображений Свидницьким у реалістично виразних картинах жахливий стан системи освіти та адміністративної організації служби духівництва віддзеркалював певною мірою порядки всієї державної системи. На перший погляд, можна визначити центральну проблему, як старе гніздо та молоді птахи. Це роман про руйнування та загибель сім'ї. Однак, про центральну, справді оновну проблему, що лежить на поверхні, порушену Свидницьким, досі майже не говорили. Це проблема денаціоналізації, яка веде до деградації особистості. Найретельніше вона простежується на двох основних сюжетних лініях, на долі двох дітей Люборацьких — Антося і Масі. Цю сімейну хроніку можна назвати «романов-виховання». Кінець твору вражаючий і засвідчує, що Люборацькі — високий зразок роману, із найліпших в українській літературі, бо написаний кров'ю серця «одним із тих Антосів, котрі мусили жити в чорному світі з сірою підкладкою і намагалися палити в ньому ясний вогонь у якому і згоряли задля любові і свободи».
Роман «Люборацькі»— твір багатопроблемний. Провідна проблема — проблема загибелі обдарованої молодої людини, яка не знаходить застосування своїм силам і здібностям і гине в умовах несправедливого суспільного ладу; Проблема навчання і виховання підростаючого покоління; Проблема соціально-економічних і національно-культурних відносин Правобережжя в 30-40-х роках минулого віку, якій автор надав великого значення

### Цінність для суспільства
Роман на той час був новаторським і за жанром, і за змістом. У ньому розкриваються проблеми суспільного життя України у 40—60-ті роки XIX століття. Широке тематичне полотно твору дало підставу Іванові Франкові назвати його «першим реалістичним романом на побутовому тлі».
Запізнення у друкуванні роману обернулося втратою для літературного процесу, втратою в проекції на конкретну соціально-культурну ситуацію. Якби твір Свидницького побачив на посатку 60-тих років, якби він став літературним фактом свого часу, то й проблематикою, ідейно-художнім спрямуванням, новаторськими пошуками справив би позитивний вплив не тільки на дальший розвиток української прози, на вироблення нових естетичних смаків і запитів читача, але — і це, може, найголовніше — включився б у сферу боротьби навколо актуальних соціальних питань, сприяв би дальшому піднесенню громадсько-політичної думки, а отже, й демократичному оновленню суспільства.
Свидницький невипадково звернувся до нової теми. Необхідність глибокого художнього дослідження побуту нижчого духівництва була зумовлена вимогами життя. Саме в цей час у російській прогресивній пресі порушується питання про потребу ширшого висвітлення життя і побуту всіх суспільних станів, зокрема й попівства, Так, М. Добролюбов у статті «Закордонні дебати про становище російського духівництва» («Современник», 1860, ки. 3) вимагав зняти нарешті те покривало, яким були досі замасковані непривабливі сторони життя попівства. Можна стверджувати, що Свидницький належить до тих письменників, які першими взялися за опрацювання незайманої теми, причому в її трактуванні виступили з передових, демократичних позицій.
Важливим є і той факт, що своєю проблематикою, ідейно-тематичним спрямуванням твір Свидницького примикав до тієї реалістичної прози, яка вже з перших десятиріч ХІХ ст. стала бурхливо розвиватися в російській і західноєвропейських літературах. Метод реалізму вносить кардинальні зміни до художньої творчості. Вони насамперед виявилися в новій концепції людини, в посиленій увазі до незайманих досі шарів суспільного життя. За спостереженням І. Франка, у творах письменників-реалістів тепер постали «люди пересічні, звичайні, яких ми щоденно зустрічаємо в житті з їхніми буденними пригодами».
Роман несе відблиск естетичної концепції революційних демократів, згідно з якою формування характеру особистості повністю залежить від реального соціально-історичного грунту.
Художнє дослідження побутово-інтимних стосунків допомогло не тільки з психологічною переконливістю показати трагедію героїв, а й посилити реалістичне звучання роману в цілому. Письменник свідомо розширює рамки родинного роману, власне такими історіями підносить його де твору проблемно-соціального, який охоплює різні сторони тогочасної дійсності. Так, торкаючись проблеми денаціоналізуючого виховання в шляхетських приватних пансіонах, автор досить далеко відходить убік від основної сюжетної лінії роману, щоб показати, як хитро, лицемірно використовує шляхта всі можливості для збереження свого панування, свого впливу на українське населення Поділля. Письменник розгортає цікаву історію Явтуха і Пріськи Печериць, з якої видно, що власниця дівочого пансіону в Тернівці Фрузина Печержинська не випадково зайнялася «вихованням» дочок місцевих шляхтичів і українських священиків. Пріська була взята з кріпацької сім'ї до двору, стала панською коханкою, «за літ єкільки запаніла, зляшіла і стала зватись, з волі пана, та й не без своєї — Фрузиною і панною». Коли «ій стукнула тридцята паска», пан примусив вродливого кріпака Явтуха оженитись з Пріською. Щоб не бути посміховиськом на все село, Явтух після смерті батьків та сестри натовк своїй жінці-панії боки і зник назавжди. Та шляхта не залишила Пріську в біді: її як пані Печержинську ославили розумною, чесною, та ще й умілою учителькою". Так вона стала «вихователькою» попівських дочок, тонко, по-єзуїтському насаджуючи панську «науку», переробляючи «хамок» на «панянок».
Роман «Люборацькі» багатий на ті характерні реалістичні подробиці, побутові й психологічні деталі, етнографічні відомості, які допомагають сучасному читачеві перенестися в минуле, відчути духовну атмосферу суспільства життя того часу. Так, змальовуючи взаємини панотця з місцевим польським поміщиком, письменник вказує, що старий Люборацький не раз відвідував Росолинского, щоб в «коляндар подивитися». Тут йдеться про щорічні довідкові видання польською мовою, які друкувалися не тільки польською мовою у Варшаві і Кракові, а й в Україні. Зокрема на Правобережжі були поширені так звані «бердичівські календарі», що виходили з друкарні місцевого монастиря «босих кармелітів.
Твір Свидницького цілком відповідає всім характерним ознакам, притаманним кращим зразкам реалістичного європейського роману середини ХІХ ст. В ньому наявні, за словами І. Франка, наявні „тисячі найменших подробиць, якими, наче вода по камінню, протікає людське життя, з яких, наче брила з атомів, складаються людські вчинки, і малі, і великі“
Гумористично-іронічний, часом сатирично-викривальний пафос роману Свидницького, висміювання недоладностей суспільних відносин теж відповідали вимогам реалізму, адже „умная, лагородная сатира“ розбуджувала читача, примушувала його замислитися над причинами свого підневільного становища, сягнути хоч мрією до світліших днів. Взагалі для твору Свидницького притаманне те нове розуміння народності, яке викристалізувалося в поезії Т. Шевченка і прозі Марка Вовчка. В „Люборацьких“ немає жодного натяку на фальшиву „простонародність“, що стоїть поруч з найпримітивнішою простакуватістю, яка не так давно вважалася характерною особливістю українського художнього слова. Свидницький прагне заглибитися у саму сутність дійсності, в особливості світосприймання і світорозуміння представників певного соціального стану, насамперед духівництва. Не нав'язливо, а природно, логікою розвитку образів, відповідно змальованими картинами він передає динаміку суспільного процесу, рух народного життя, з'ясовує об'єктивну несумісність гнобительської системи з вільним розвитком особистості. Можна твердити, що автор роману загалом дотримується концепції про вирішальну роль народу в історичному процесі.

## Висловлювання щодо твора
Іван Франко писав: „Анатолій Свидницький, може, і сам не здогадувався, що написав твір, який надовго залишиться однією з найкращих оздоб української літератури“.

## Сюжет
На першому плані твору — сім'я Люборацьких двох поколінь, їхні родинні і суспільні стосунки.

### Отець Гервасій
Отець Гервасій — типовий старосвітський священик, Недалекий, обмежений, лінивий, цей духовний пастир у своєму домашньому побуті мало чим відрізнявся від селян, а за те, що не пишався, що цікавився життям парафіян, громаді подобався. На відміну від зарозумілих вихованців семінарій, які всією поведінкою намагалися підкреслити свою вищість над селянами, Гервасій дотримувався патріархальних звичаїв. Промовиста авторська характеристика панотця, що „високих наук і в очі не бачив, і чути про них не чував, і слухать навіть не любив“, вже як перших сторінках твору доповнюється описом зовнішності попа, який біжить по двору „в довгополій одежині, в косах, в бороді“, частує лрючком свиню і кричить на неї: „А щоб тебе піп із'їві“ Зображуючи Гервасія в гумористично-добродушному тоні, автор не приховує своїх симпатій до нього, акцентує на його щирості і простоті.
Під впливом найновіших досягнень суспільних і природничих наук у реалістичній літературі середини ХІХ ст, визначальним є принцип художнього дослідження людини в її найрізноманітніших зв'язках з навколишнім середовищем. Відомо, що життя людини, її праця, громадська поведінка залежить від „тисячі сторонніх впливів, від успадкованих інстинктів своєї раси, від виховання, суспільного становища, лектури, заняття, від впливу-людей і природи“.
Саме такий підхід до зображення людини властивий Свидницькому. Економічна залежність від місцевого шляхтича Росолинського, прагнення не втратити мізерної допомоги від нього, що часто скидається на подачку, власна безпорадність ї темнота штовхають сільського попа на необдумані кроки у вихованні своїх дітей. Наслухавшись улесливих порад і обіцянок пана, Гервасій віддав до приватного пансіону дочку Масю, чим об'єктивно допоміг скалічити її душу. Соціальна психологія Гервасія визначила також долю сина Антося. Відповідно до тодішніх порядків, які узаконювали станову замкнутість, синам духовних осіб був наперед визначений єдиний шлях у житті — через бурсу і семінарію в попи, І Антосьо потрапляє в кошмарний світ духовного училища, яке скаламутило його добру, здорову натуру, підірвало здоров'я, вирвало з активного громадського життя. Власне, з тих пір, як віддали старших дітей в науку, і починається розпад патріархальної родини Люборацьких, загострюється конфлікт між батьками і дітьми. А передчасна смерть панотця лише прискорює цей розклад, невмолимо веде родино до трагічного кінця.
Романіст не залучає непривабливих сторін побуту і симпатичних йому старосвітських попів. З численних епізодів роману постають конкретні факти такого ж рослинного існування Гервасія та інших попів старшого покоління. Вони теж далекі від думок, мрій, сподівань закріпаченого селянства, вони теж дбають насамперед за себе. Якщо ж справа доходить до чарки, то зникає їхня „духовність“. Чого варті проголошувані тости, коли Гервасій з попадею та своїм гостем, теж попом, п'ють горілку за єдиного бога, чотирьох євангелістів, дванадцять апостолів, чотирнадцять послань Павлових, сорок святих, а потім ще „по одній“, причому кожен з тостів так коментується, що весь епізод пройнятий глумом над християнськими святинями. І як буває в таких випадках, попадя, тримаючи в руках чарку з „православною“, почала приспівувати, а попи підтягати відому народну пісню про „ворогів“, котрі „зажурилися“. Так пили всю ніч, співали та били поклони, що не помітили, як і день настав. Тож не дивною здається репліка попаді про те, що в цьому світі „піп найбільше нагрішить“.

### Паніматка Люборацька
Як і Гервасій, паніматка Люборацька — типове породження часу. Проста, сердечна жінка, вона мріє про щастя своїх дітей, прагне жити так, як жили її батьки, як живуть інші люди. Люборацька не цурається товариства селянок, в усьому міцно тримається „старосвітчини“, тобто усталених, вироблених поколіннями поглядів на життя, працю, відпочинок, виховання дітей, Тому й лякають попадю всякі нововведення, пов'язані з навчанням і вихованням дітей. Тому з таким душевним болем відпустила вона на науку до бурси сина Антося, тому так не бажає розлучатися з своєю першою помічницею по господарству дочкою Масею, яку Гервасій намагається швидше віддати до шляхетського пансіону. З вуст Люборацької не раз злітають слова її покійного батька про те, що „будуть не ученики, а мученики, не учителі, а мучителі“, Жінка з острахом дивиться в майбутнє, чекаючи наближення „страшного суду“, кінця світу, і ці її побоювання мають реальну основу. Хоч і в поведінці, і в словах попаді відбивається її неписьменність, затурканість, забобонність, та, як слушно зауважила Н, Є. Крутікова, „глибина і багатозначність гумору Свидницького полягає в тому, що реальний конфлікт Люборацької з вихователями учбових закладів ніби навмисне підкреслює справедливість її побоювань“.
Боляче було дивитися матері, як покручами виростають 11 діти, як вони відриваються від добрих традицій рідного середовища, погорджують своїм народом, Коли Мася під впливом згубного шляхетського виховання стала люто ненавидіти все рідне-- мову, звичаї, обряди, навіть віру, коли вона „нічого так не бажала, як не походити на попівну… а на ляховку, бо то шляхетної крові“, Люборацька слушно нагадує їй: „Твого прадіда в цім-таки селі ляхи замучили, що в гайдамаччину ножі освятив, ще в першу, ще в різанину. І діда твого тут же мучили, хто зоставсь після Коліївщини, Він, бач, знався з гайдамаками, з тими степовиками, що в Ганщині жили. Знатного ти роду попівна, давнього роду“. Та не може стара жінка щось змінити, обставини виявляються сильнішими за її добру волю і щире серце.
Демократичний, гуманістичний пафос роману виявляється у виразно проведеній концепції викриття ворожості панського світу трудящій людині. Ця ідея також втілена в образі Люборацької. Незважаючи на своє попівське походження ї становище, паніматка ніколи й ніде не підносить себе до панів, не протиставляє селянам. Зазнавши в житті і прикростей, і горя, вовна з відразою ставиться до шляхти, її пихи, лицемірства, фальші, серцем розуміє, що всяка кривда органічно пов'язана з панами, їх облудною мораллю: „Тепер неправда з панами в світлиці і всюди, а правди й зазором не видати, як торішнього снігу“. Тому попадя не раз охолоджувала потяг чоловіка до „панів“, не раз з докором говорила йому про його „панство“, Характерно, що соціальні умови все ж штовхають її певною мірою пристосовуватись до нового трибу життя, переламувати себе духовно, І в цьому — драматично-трагедійна окресленість образу Люборацької.

### Антосьо
Персонаж Антось — це втілення характеру, звичок і уподобань самого Анатолія Свидницького у дитинстві. Доля Антося у романі має трагічний відтінок, як і доля самого Свидницького, котрий, певно, сам підсвідомо передчував свою дочасну смерть.
Образ Антося, якого є композиційним центром твору. Письменник зображує свого героя в безперервній еволюції, переконливо висвітлює становлення його характеру, формування його особистості. З образом Антося органічно пов'язана животрепетна проблема виховання молоді.
З перших сторінок твору образ героя оповитий серпанком смутку, передчуттям важкого, трагічного кінця. Шлях хлопця вже з дитинства був наперед визначений, але й це було б півбіди, якби, як гадав отець Гервасій, син самотужки вибивався в попи, придивляючись до служби. Та часи настали інші, сини духовних осіб повинні були перейти за словами М. Помяловського, через „період насильницької освіти“ бурси й семінарії, де з них готували вірних охоронців монархії, блюстителів офіційного „патріотизму“. Та й хто б з власної волі їхав у ці школи, про які ходило стільки зловісних чуток, де панували жорстокість і сваволя, процвітали хабарництво і доноси, де „не одному дитяті.. віка вкоротили“.
Коли школяр виривається з гнітючих стін бурси в здорове середовище своїх сільських ровесників, він знову стає доброзичливим хлопцем, ніби оживає, відроджується в ньому те світле і чисте, яке так вбивали у школі. Хоч би як старалися „духовні фараони“, але їм не вдалося остаточно зламати підлітка. Період змужніння Антося позначений прагненням жити інакше: він мріє відкрити на селі школу, вчити дітей, стати „за громаду перед паном, перед судом, перед царем“.
Від природи Антось щирий, дотепний і сміливий. Він намагається протестувати проти схоластики, нелюдських знущань над бурсаками: за кожну провину били різками так, що іноді учні втрачали свідомість. Але що міг зробити один юнак проти цілої системи з антилюдськими законами? Система знищила Антося. Його, одного із найздібніших учнів, випускають із семінарії „вне разряда“ та ще й насильно одружують з підстаркуватою дівкою, а Галя, яку кохав Антось, не буде з ним. В розквіті сил, вкрай спустошений безнадією і смутком, Антось помирає. „Не своєю смертю я вмираю: мене вбила семінарія та…“ — промовив він перед тим, як дихнути востаннє. Коли це все діялося, вже не було на світі отця Гервасія. Паніматка ледве зводила кінці з кінцями. Ніхто з дітей не порадував її старість, тільки прикрість та біда. Гіркотою і болем сповнені думки матері, коли ще був живий Антось: „Господи, Господи! — подумала мати,— попереучували моїх діток на один бік: з тієї ляховка вийшла, та така, що з голими руками не приступай, а цей москалем став“.
Романіст зосереджує головну увагу на розкритті його внутрішнього світу. Кожен вчинок, кожна дія Антося психологічно вмотивовані; читач проникає у світ його почуттів і роздумів, помітно, як імпульси психіки визначають поведійну персонажа. Можна стверджувати, що автор „Люборацьких“ першим в українській прозі створив психологічний портрет, випередивши пошуки — прозаїків на цьому шляху. На відміну від своїх попередників і сучасників, Свидницький не вдається до широкого опису зовнішності героя. Окремі деталі зовнішнього портрета „розсипані“ по всьому роману, що дає можливість не просто уникнути неприродної статичності в таких описах, а весь час зображувати героя у русі, в розвитку, показувати, як життя змінює людину, надає її зовнішності нових рис. Письменник, пояснюючи дії і вчинки Антося, виходив з того, що мотиви поведінки героя і характер його мислення нерозривні. Свидницький, наскільки це дозволяли вироблені тогочасною прозою художні прийоми, намагався розкрити складні, часто суперечливі зміни в психології юнака через зовнішні прояви. Внутрішнє неприйняття семінарських порядків виливається в своєрідний „бунт“ Антося, за що йому доведеться згодом гірко розплачуватися. Він втрачає все заради шматка хліба, змушений пожертвувати найсвятішим. Крах сподівань, загибель мрії зводять людину в могилу.

### Доньки
Для зображення сестер Масі і Орисі прототипами послужили його сестри Марія і Юлія. Марія дійсно навчалася в пансіоні польки пані Вернер у Тернівці. Вчителька пані Вернер і стала прототипом пані Печержинської, у якої вчилася Мася. З життя було взято й інших персонажів. Наприклад, чоловік Орисі, піп Тимоха Петропавловський, відтворений із особи священика села Соболівки, який був п'яницею і грубіяном.
Старша дочка Люборацьких, Мася, росла привітною, трудолюбивою дівчиною, мати не боялася залишати чотирнадцятилітню дівчину на господарстві, знала, що вона усьому дасть лад. Проте під впливом витончених знущань у пансіоні пані Печержинської, Мася досить швидко збагнула шляхетську науку. Вона не тільки пройнялася зневагою до рідного краю, а й до його мови, культури, вона й зовні набрала „панського“ вигляду. Під очима сині смуги, щоки позападали, губи зблідли. Життєвою долею Масі романіст вказував на згубні наслідки впливу панської етики і моралі на людину з народу, на ворожу сутність шляхетського „виховання“. Нахапавшись пустого гонору пройнявшись зневагою і презирством до свого народу, Мася стала справжнім нещастям для сім'ї. Нещастя старшої дочки Люборацьких — у засліпленні мішурними шляхетськими ідеалами, в некритичному засвоєнні панської поруки. Свидницький, показавши сумну долю Масі, застерігав інших від захоплення фальшивими принципами моралі привілейованих верхів.
Показ трагічної долі середньої дочки Люборацьких, Орисі, розкриває особливості попівського побуду. Після смерті Гервасія його вдова прагне залишити парафію за своєю родиною, інакше вона позбавиться даху над головою. Заради цього Люборацька змушена піти на крайній захід — просити архієрея випускника семінарії як жениха для однієї з своїх дочок. Жертвою цього ганебного шлюбу, коли наречений і наречена до заручин не бачили одне одного, стає тиха, беззахисна Орися. Ради сім'ї змушена була стати дружиною грубого, деспотичного Тимохи Петропавловського, який одного разу в пориві звірячої люті, викликаної гарячкою, вбиває її. Одруживши Орисю з попом Тимохою, паніматка думала зажити щасливо, при внуках. Але самодур зять глумиться над старою жінкою, виганяє її з хати і, зрештою, осиротив єдиного внука, малого Фоню: вбив його матір, свою дружину Орисю, коли та одного разу вступилася за парафіян.

### Сюжет
Дія роману розпочинається змалюванням пейзажу подільського села Солодьки, в якому й живе попівська родина Люборацьких, що складається з отця Гервасія, паніматки і їхніх дітей: Антося, Масі, Орисі і Теклі. Жити їм дуже сутужно, бо село небагате, а тому й подаяння на церкву скупі. Проте сім'я Люборацьких живе у злагоді. Повага молодших до старших, культ татуся передаються через постійні посилання в розмові з домочадцями на його мудрість і обізнаність з релігійними догмами. Любов і взаємну повагу спостерігають діти і у стосунках батька та матері: панотець Гервасій звертається до паніматки ласкавим словом — серце.
Далі о. Гервасій відвідує польського пана Росолинського, який у спілкуванні з панотцем постійно переконує його, що все українське — то „мужиче, низьке й некультурне“. І таким чином нарешті переконав отця віддати найстаршу дочку навчатися до „польського пансіону“.
Попри окремі комічні епізоди, твір сумний, сповнений трагізму. І кінцівка його теж трагічна: стара Люборацька помирає в дорозі, і її, віруючу людину, ховають неподачік корчми, „і довго-довго жиди лили помиї на її гріб, а жиденята— прибіжить, тупне ногою, плюне й назад, аж поки й не заорали його“. Теклю— наймолодшу з Люборацьких— віддають у монастир. Лише Галя, колишня кохана Антося, живе щасливо, одружившись з підлим донощиком Робусинським. Вона зневажила і кохання, і пам'ять про Антося.